# Staatliche Realschule Feucht
Die Staatliche Realschule Feucht (SRF) ist eine Realschule. Sie wurde im Jahr 1969 gegründet und befindet sich in der Jahnstraße 32 im Westen von Feucht.

## Schulprogramm
Die Schule ist in der 5. Klasse vierzügig, in der 6. Klasse fünfzügig und von der 7. bis zur 10. Klasse sechszügig. (Stand: September 2023)
Ab der siebten Jahrgangsstufe können Schüler zwischen verschiedenen Wahlpflichtfächern wählen. Es gibt einen mathematisch-naturwissenschaftlich-technischen, einen kaufmännisch-wirtschaftlichen, einen fremdsprachlich-wirtschaftlichen (mit Französisch) sowie einen hauswirtschaftlichen Zweig.

## Schulgebäude

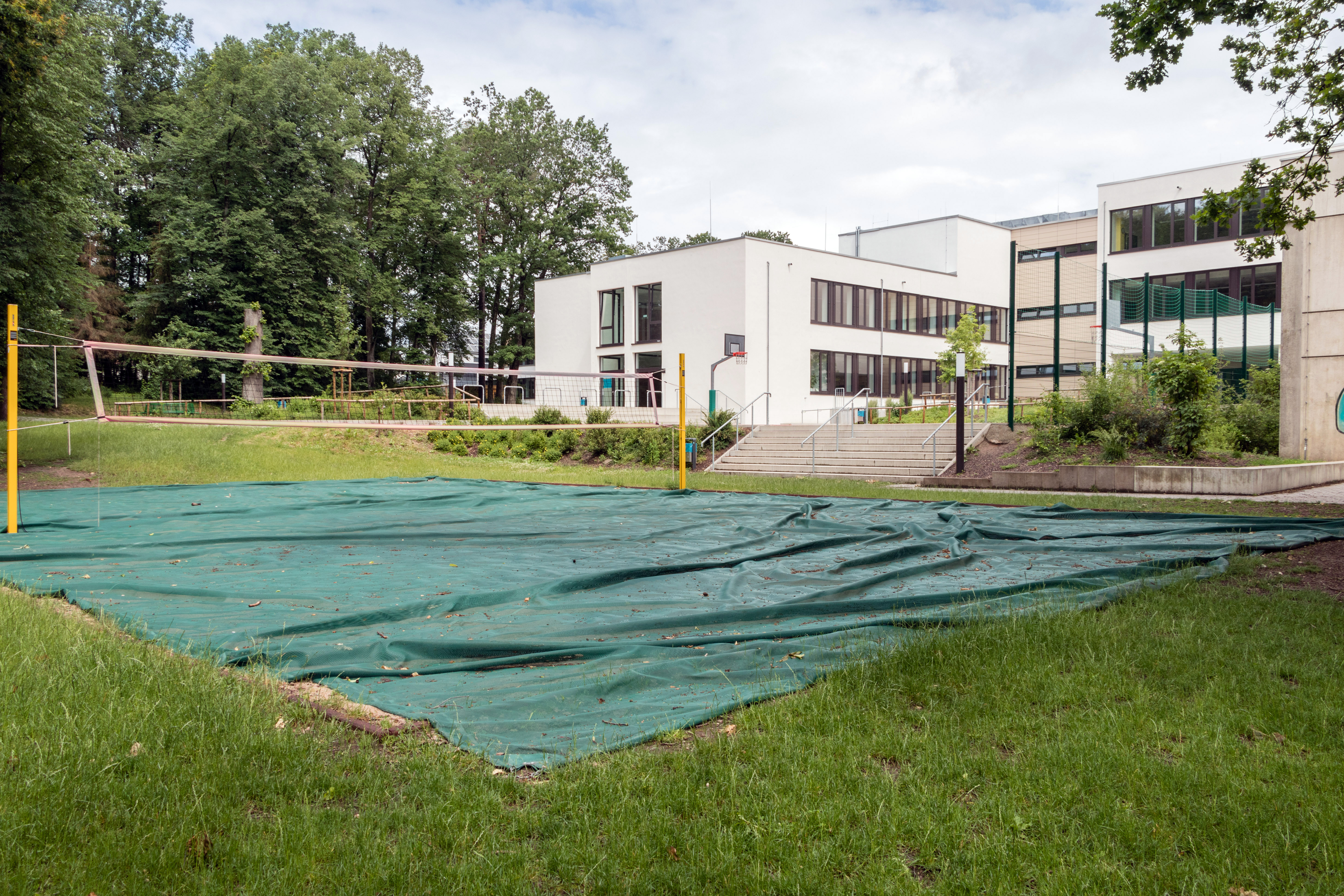
Rückseite mit Sportplatz

Am 12. Juni 1969 wurde der Grundstein für den 1. Bauabschnitt gelegt. Am 14. November 1969 konnte bereits Richtfest gefeiert werden, bei dem zahlreiche Ehrengäste anwesend waren (unter anderem Egon Rossa, Landrat Purucker und Feuchts Altbürgermeister Baum). Der 2. Bauabschnitt folgte Mitte 1971, das Richtfest fand am 9. Juni 1972 statt. Weitere Bauabschnitte sollten folgen, ein weiterer ist bereits in Planung.